# Kunowski (herb szlachecki)
Kunowski – polski herb szlachecki, według Juliusza Ostrowskiego odmiana herbu Nałęcz z nobilitacji.

## Opis herbu
Na tarczy z bordiurą złotą, w polu czerwonym pomłość zakończona frędzlami złotymi. Klejnot: srebrne ramię zbrojne z mieczem.

## Najwcześniejsze wzmianki
Nadany Fryderykowi Wilhelmowi Kunowiczowi w 18 października 1818 roku w Prusach, wraz z pruskim szlachectwem. Fryderyk był przedstawicielem gałęzi rodziny z Kunowa w mazowieckiem, która osiadła w Prusach.
Identycznego herbu używała, znana z przekazów XVIII-wiecznych, pomorska rodzina von Bomin. Jej związki z Kunowskimi nie są znane.

## Herbowni
Bomin, Kunowski.